# Карма в будизма
Карма (санскрит, също и karman, пали: kamma) буквално означава „действие“ или „правене“ и на практика представлява закона за причината и следствието. Тези намерения се считат за определящ фактор за вида на прераждането в самсара, цикъла на преражданията. Всичко, което някой преживява е в резултат на предишните му мисли, думи и действия.

## Будистко разбиране за карма
В будистката традиция кармата се отнася до действия, водени от намерение (cetanā), дело, извършено умишлено чрез тялото, речта или ума, което води до бъдещи последствия.
Според Питър Харви „психологическият импулс зад дадено действие е „карма“, това, което задвижва верига от причини, кулминиращи с кармични плодове. Следователно действията трябва да бъдат умишлени, за да генерират кармични плодове“.
Според Гомбрих, „Буда определя кармата като намерение; независимо дали намерението се проявява във физическа, гласова или умствена форма, само намерението има морален характер: добър, лош или неутрален [...] Фокусът на интереса се измества от физическо действие, включващо хора и обекти в реалния свят, към психологически процес“.
В будизма традиционно се казва, че кармата се създава от съществата през „трите врати“: тяло, реч и ум. Техните действия носят плода (санскрит, пали: phala) или резултата (с., п.: vipāka. Често двете понятия биват използвани заедно като vipākaphala) или в сегашния живот, или в следващите. Кармата завърта колелото на преражданията в Самсара за всяко същество, докато не постигне Нирвана.
В Нибедхика Сутра (Ангутара Никая 6.63) Буда казва:
„Намерението (п. cetana, с. cetanā), казвам ви, е карма. В своите намерения човек създава своята карма чрез тялото, речта и ума“.
В Упайхатхана Сутра (AN 5.57) Буда казва:
„Аз съм притежателят на моята карма. Аз наследявам моята карма. Аз съм роден от моята карма. Аз съм свързан с моята карма. Аз живея поддържан от моята карма. Каквато карма създам, добра или лоша, това ще наследя.“

## Десетте отрицателни действия
На това ниво съветите на Буда са да се избягват десетте отрицателни действия: три на тялото, четири на речта и три на ума, а именно:
1. Отнемане на живот
2. Кражба
3. Причиняване на страдание чрез сексуалното поведение
4. Лъжа
5. Разделяща реч
6. Груби думи
7. Празни приказки
8. Алчност
9. Злонамереност
10. Погрешни възгледи.

Общият му съвет е не само тези действия да се избягват, но и активно да се прави обратното.